# Dercsényi János
Idősebb Dercsényi János, dercsényi, azelőtt Weisz János (Szepesszombat, 1755. május 16., Kazinczy Ferenc szerint november 16. – Munkács, 1837. június 30.) királyi tanácsos, több megyék táblabírája. Dercsényi János Lajos édesapja.

## Élete
Apja evangélikus lelkész volt Szepesszombatban (ma Poprád része), ő és nagyapja szintén Weisz János nevet viselt, és a család még 1687. szeptember 27. I. Lipót királytól nemességet nyert. Dercsényi iskoláit Lőcsén és Pozsonyban járta, az orvostudományokat a bécsi egyetemen hallgatta, ahol 1780-ban orvosdoktori oklevelet nyert. Ekkor Zemplén vármegye szolgálatába állott és 1782-ben főorvosnak választatott; de nemsokára lemondott hivataláról és bereg megyei birtoka közelében Munkácsra vonult, hol egészen kedvenc tudományának, a mineralógiának élt. Itt azon fölfedezésre jutott, hogy a vidéken timsókő létezik; ennek kibányászására tíz évi szabadalmat nyert és timsógyártást alapított Munkács környékén, mely 1814-ig egy milliónyi hasznot hajtott a hazának. 1785-ben nőül vette Kazinczy Juliát, Kazinczy Ferenc nővérét. 1792-ben királyi adományul Dercsényben (ma Dercen, Ukrajna, Kárpátalján, Munkácsi járásban) birtokot nyert és e helységről családi nevét is megváltoztatta Dercsényire. 1814-ben királyi tanácsossá lett. Az 1825–1827. évi országgyűlésen tagja lett azon bizottságnak, mely a magyar bányajogi codexet kidolgozta. Ennek, valamint a bereg megyei kereskedelmi és erdészeti bizottságnak is folyton működő tagja volt.

## Munkái
1. Pyretologiae practicae tentamen. Viennae, 1780. (2. kiadás. 1783.)
2. Über Tokay's Weinbau, dessen Fechsung und Gährung. Mit geognostischen Beilagen. Uo. 1796. (2. kiad. Lipcse, 1800.)

- Magyarul is megjelent Őri Fülöp Gábortól (Ö. F. G. P. P. jegyek alatt) ford. Kassán, év. n. A' föld' természeti tulajdonságait kimagyarázó tóldalékkal; (kiad. a Kazinczy Ferenc Társaság és a Borsod-Abaúj-Zemplén Megyei Levéltár)
- Hasonmás kiad. [Miskolc]: Borsod-Abaúj-Zemplén Megyei Levéltár: Kazinczy Társ., 1989, ISBN 963-7241-21-3

Több külföldi tudós társaság választotta meg tagjának és azok folyóirataiba s évkönyveibe értekezéseket irt; különösen a Kárpát hegység ásványairól az osztrák-német folyóiratokba. Írt magyarul is a Tudom. Gyűjteménybe (1825. I. A magyarországi boroknak a külföldiekkel való egyben hasonlítása), a Tud. Tárba (VII. 1835. Europa levegői mérsékletéről, XI. 1836. Az artézi kutakról honunkra alkalmaztatva), a Társalkodóba (1835. A dölrengésről.)